# To Sir Richard F. Burton
To Sir Richard F. Burton – wiersz angielskiego poety Algernona Charlesa Swinburne’a, opublikowany w tomiku Poems and Ballads. Third Series, wydanym w Londynie w 1889 roku przez spółkę wydawniczą Chatto & Windus. Utwór jest poświęcony Richardowi Francisowi Burtonowi, angielskiemu orientaliście i tłumaczowi, który jako jeden z pierwszych Europejczyków dotarł do Mekki i Medyny, świętych arabskich miast zamkniętych dla chrześcijan i zdał dokładną relacje z podróży w książce Pilgrimage to El-Medinah and Mecca (1855–1856). Uczony ten przetłumaczył również i wydał pełną, nieocenzurowaną edycję Opowieści tysiąca i jednej nocy. Sonet jest napisany pentametrem jambicznym i rymuje się abba abba ccd cdd.
Years on years
Vanish, but he that hearkens eastward hears
Bright music from the world where shadows are.
Where shadows are not shadows. Hand in hand
A man’s word bids them rise and smile and stand
And triumph. All that glorious orient glows
Defiant of the dusk. Our twilight land
Trembles; but all the heaven is all one rose,
Whence laughing love dissolves her frosts and snows.
W sonecie Swinburne używa aliteracji, czyli współbrzmienia początkowego: Westward the sun sinks, grave and glad; but far; The sundawn breaks the barren twilight's bar.